# しなのサンライズ号・しなのサンセット号
しなのサンライズ号およびしなのサンセット号は、しなの鉄道と東日本旅客鉄道（JR東日本）が、しなの鉄道線と信越本線で運行している快速列車。
厳密には「しなのサンセット号」のみ「号」は列車名に含まれないが、以下では案内上の表記に則り両者とも「号」を含めて表記する。

## 概要
前身はしなの鉄道転換以前の1989年3月から189系・489系及び165系・169系電車を使用し、朝の下りは軽井沢駅から長野駅間において、夜の上りは長野駅から小諸駅間において運行されていた「モーニングライナー」および「ホームライナー」である。その後しなの鉄道が開業した際、ダイヤはそのままに車両を全て169系に変更し運行を開始した。JR東日本区間（篠ノ井駅 - 長野駅間）も含めすべての区間でしなの鉄道の乗務員が担当している。
種別は、市販の『JR時刻表』などでは単に「快速」と表記されているが、2020年から使用されているSR1系の行先表示器では「特別快速」と表記されている。また、一部駅の表示では「有料快速」とも案内されている。

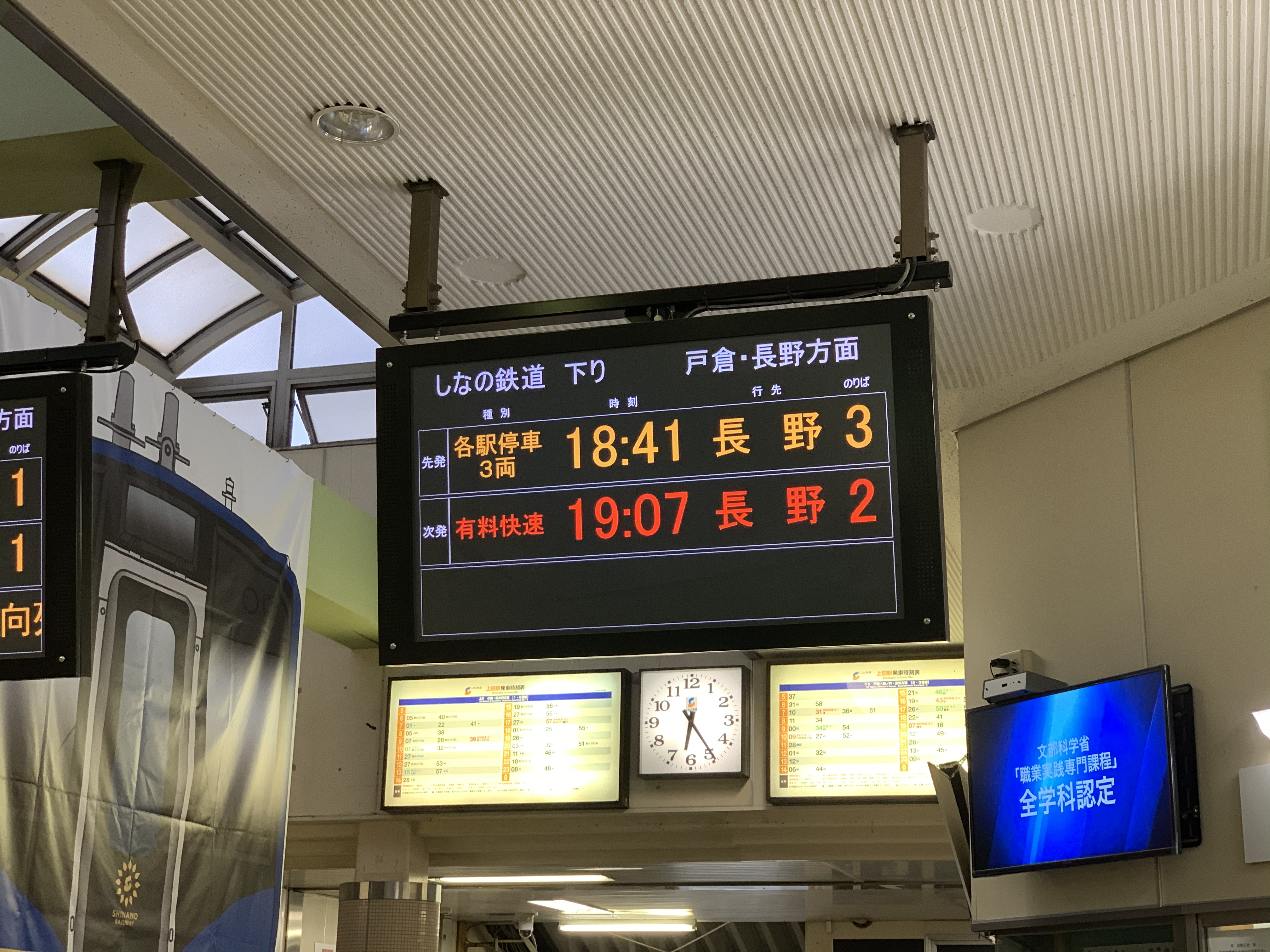
「有料快速」を表示する上田駅の電光掲示板
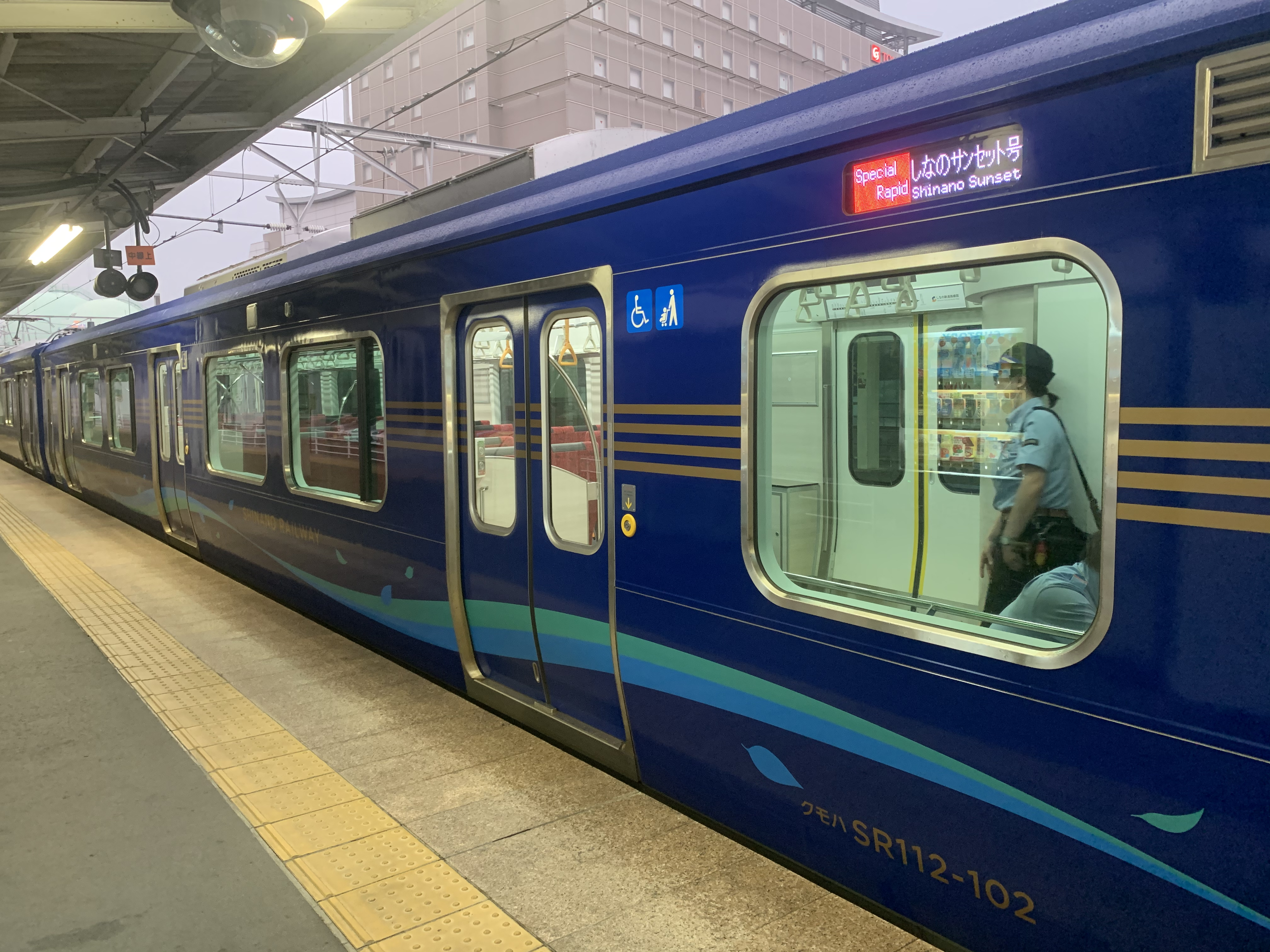
「Special Rapid」（特別快速）を表示するSR1系の行先表示器

## 運行概況
しなのサンライズは小諸 → 長野で下り1本、しなのサンセットは上田 - 長野で上り2本・下り1本が設定されている。かつては、しなのサンセットに下りの設定はなかったが、2020年3月14日のダイヤ改正で新設された。

### 停車駅
（小諸駅 → （この間は各駅に停車） →） 上田駅 − 長野駅
- 下り列車の停車駅は小諸駅 → 上田駅間の各駅と長野駅で、上田駅 → 長野駅間はノンストップである。2023年3月18日のダイヤ改正までは「しなのサンライズ」の小諸駅 → 上田駅間もノンストップだった。
- 上り列車の停車駅は上田駅のみで、途中はノンストップである。
- 「軽井沢リゾート号」と同様、篠ノ井線との接続駅である篠ノ井駅は通過となっている[※ 3]。

## 乗車制度の変遷

### 現況
2020年7月6日より乗車には座席指定券が必要で、料金は300円（大人・小人同額）である。上田駅・小諸駅および車内で発売しているほか、クレジットカードがあればしなの鉄道の専用ウェブサイトでも予約ができる。なお、小諸駅 → 上田駅間のみの利用であれば座席指定券なしで乗車できる。

### 2023年改正まで
2023年3月17日までは小諸駅 → 上田駅間も座席指定券が必要で、小諸駅 → 上田駅間が300円、小諸駅 → 長野駅間が400円だった。

### 2020年改正まで
2015年3月14日より乗車整理券は廃止となり、乗車券のみで乗車可能となった。

### 2015年改正まで
運行開始から2015年3月13日までは、上田駅 - 長野駅間で乗車する場合に乗車券のほか200円の乗車整理券が必要であった。2011年にしなのサンセットの使用車両が115系となったが、料金は据え置かれた。なお、定員制ではなく、枚数に制限があるわけではなかった。
乗車整理券はしなのサンライズでは小諸駅 - 上田駅の各駅の改札と車内で、しなのサンセットでは長野駅発車後に車内で販売されていた。また、期間内に何度でも使用可能な「しなのサンライズ号1箇月平日定期券」「しなのサンセット号1箇月平日定期券」が各駅で発売されていたが、こちらも2015年に廃止となった。

## 使用車両

### 現在の使用車両
- SR1系
  - 2020年より運行開始。デュアルシート、カップホルダーなどを装備する「ライナー車両」が使用される。

### かつての使用車両
- 115系
  - 2011年から2020年まで運用。当列車ではワンマン運転は行われていなかった。2020年6月にSR1系に置き換えられ、以降は「しなのサンライズ」などの有料快速への充当はない。
- 189系（JR東日本）
  - しなのサンライズとしなのサンセットの両列車で一時期使用されていた。使用された車両は長野総合車両センター所属の6両編成で、篠ノ井駅 - 長野駅間における運行が不可能となった169系に代わって運用を開始した。しなのサンセットでは2011年7月から8月にかけての僅かな時期のみの使用となった一方で、しなのサンライズではその後も運用が続けられた。信越本線長野駅以北の運営移管の前日である2015年3月13日をもって運用を終了した。
- 169系
  - 基本的に、平日のしなのサンライズのみ9両編成（3両編成×3）、しなのサンセット及び土休日のしなのサンライズは3～6両編成で運行されていた。2011年7月1日より信越本線篠ノ井駅 - 長野駅間に適用される新たな保安基準に対応する保安装置(EB装置)の搭載を断念したことで、同区間における営業運転が不可能となったため、2011年6月30日限りで当列車での運用を終了した。

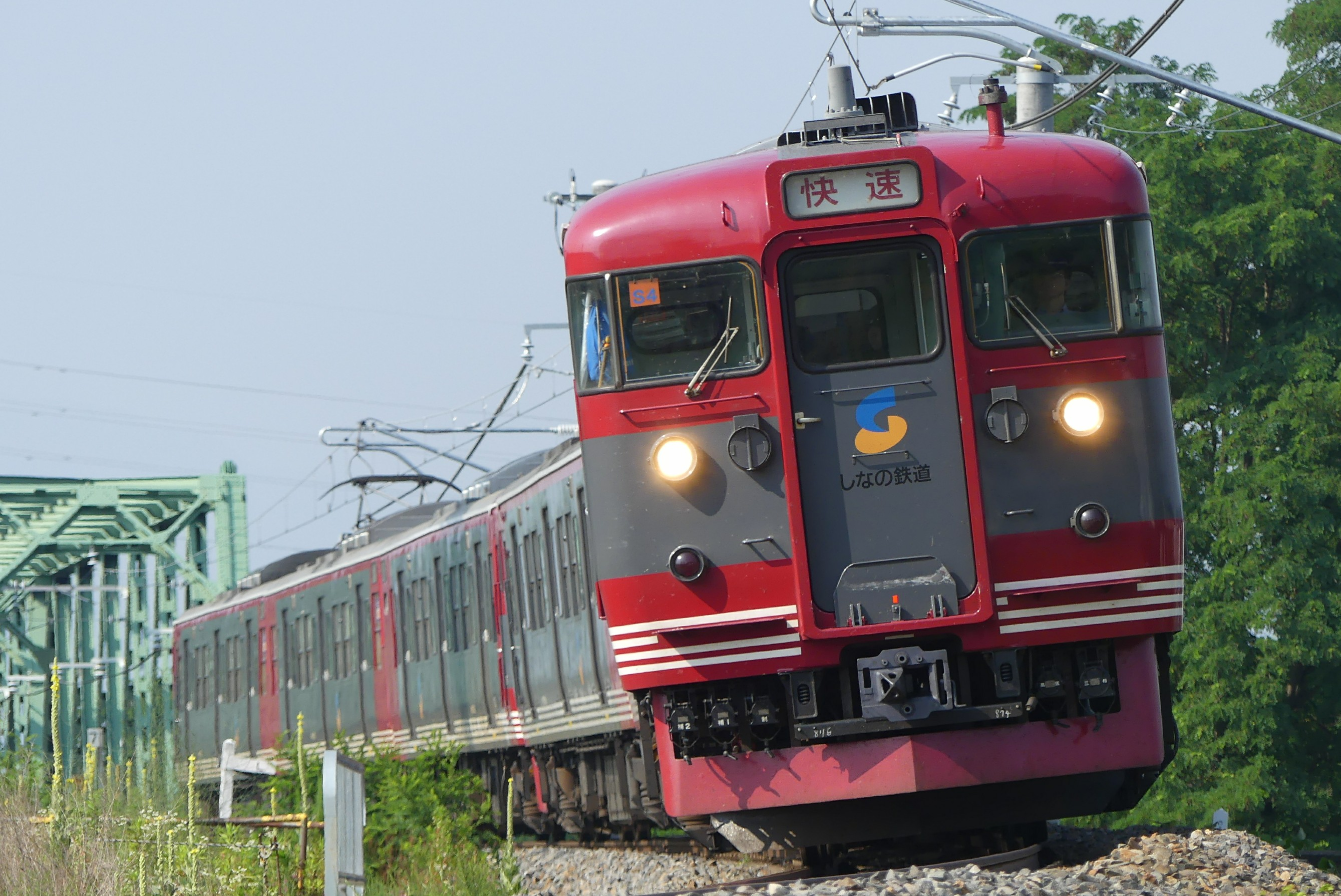
115系「しなのサンライズ号」
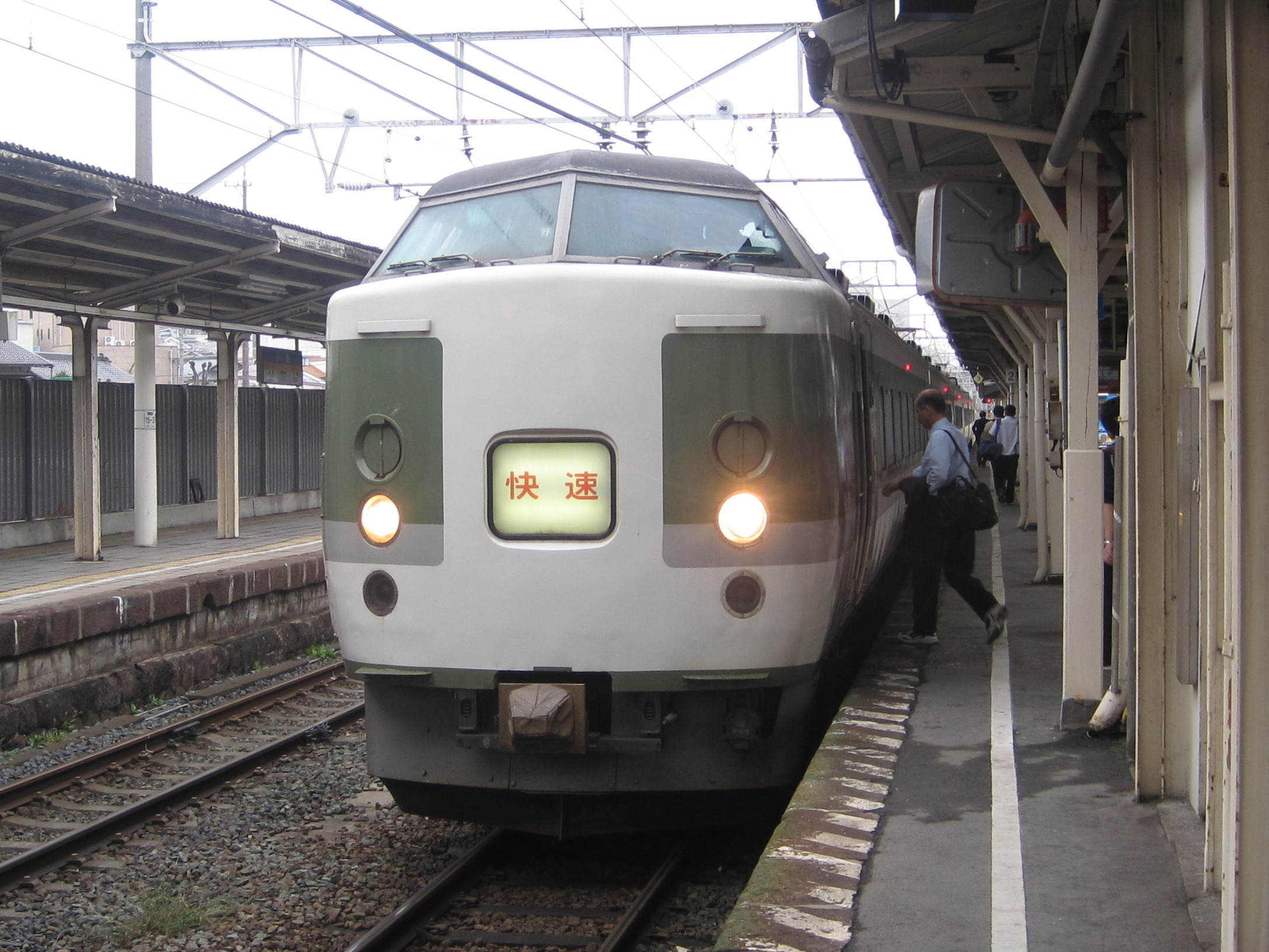
189系「しなのサンライズ号」
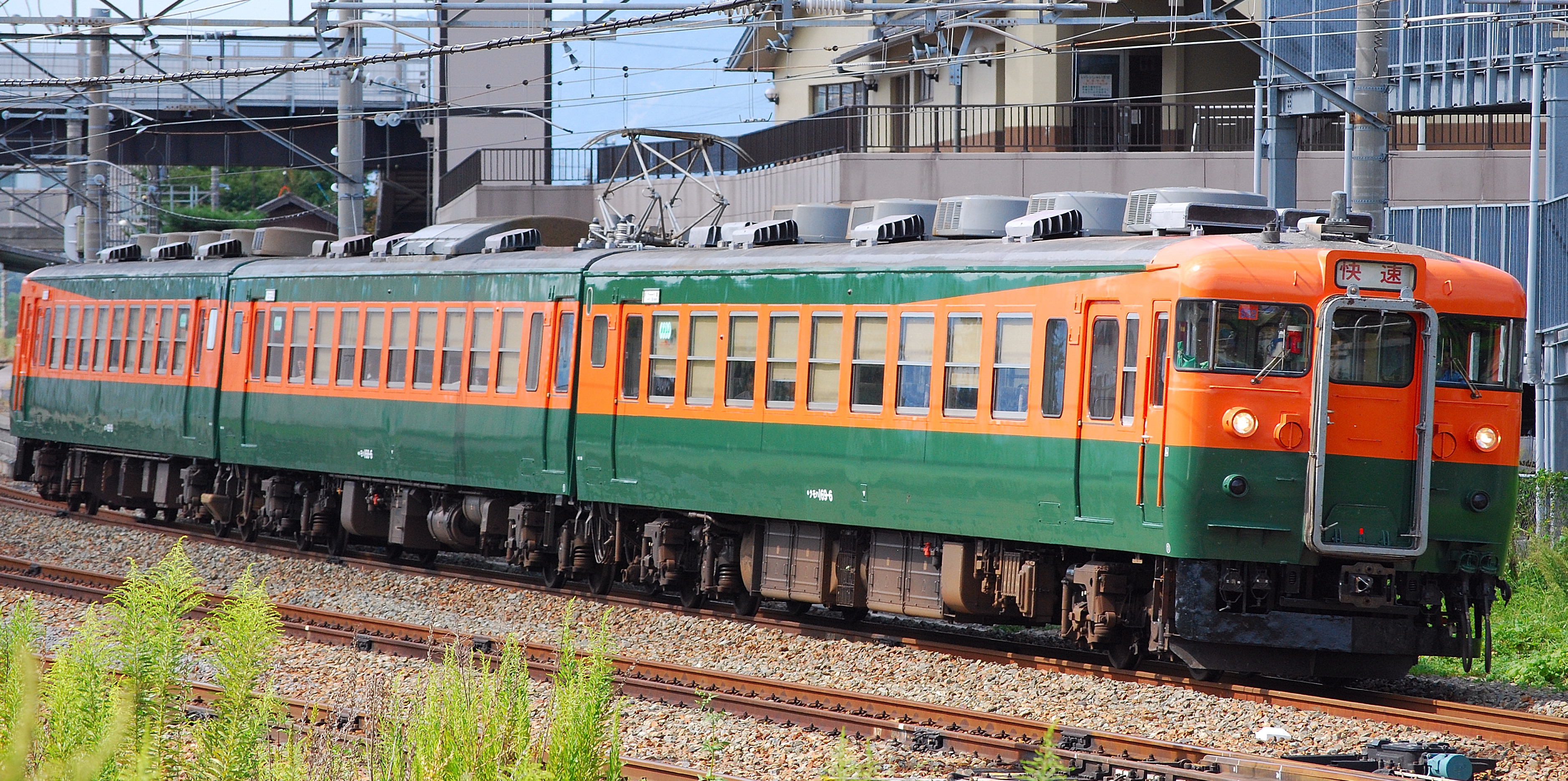
169系「しなのサンセット号」

## 沿革
- 1998年（平成10年）12月8日：ダイヤ改正で軽井沢駅発長野駅行きの快速「しなのサンライナー」運行開始[3]。軽井沢駅 - 上田駅間は各駅に停車、上田駅 - 長野駅間はノンストップで運行[3]。当初平日は169系9両編成、土休日は169系6両編成で運行。
- 2002年（平成14年）
  - 3月29日：大屋駅 – 上田駅間に信濃国分寺駅が開業するが、当列車は通過する。
  - 12月1日 ：ダイヤ改正で次のように変更。
    1. 「しなのサンライナー」を「しなのサンライズ号」に改称。始発駅が軽井沢駅から小諸駅に変更になり、軽井沢駅 - 小諸駅間での運行がなくなる。小諸駅 - 上田駅間は信濃国分寺駅を除く各駅に停車、上田駅から長野駅まではノンストップで運行。
    2. 夕方に長野発軽井沢行きの快速「しなのサンセット号」が運行開始。長野駅から小諸駅までの間の停車駅は上田駅のみで、小諸駅から先は終点・軽井沢駅まで各駅に停車。
- 2004年（平成16年）3月13日：ダイヤ改正で「しなのサンライズ号」が信濃国分寺駅に停車を開始。信濃国分寺駅はホーム有効長が6両分しかないため、平日の9両編成での運行時は小諸駅 – 信濃国分寺駅間で後寄り3両はドアカットされていた。
- 2005年（平成17年）12月10日：ダイヤ改正で「しなのサンセット号」が平日のみ19時台に1本増発。長野駅発18時台が2号、同駅発19時台が4号となる。また2号と4号ともに終点が上田駅となり、上田駅 - 軽井沢駅間の運行はなくなった。
- 2011年（平成23年）
  - 7月1日：JR区間（篠ノ井駅 - 長野駅間）における新たな保安基準に対応する装置（EB装置）の169系への搭載を断念し、同区間において運行できなくなったため、「しなのサンライズ号」「しなのサンセット号」の使用車両がJR東日本の189系に変更される。
  - 8月1日：「しなのサンセット号」の使用車両が115系に変更される。
- 2015年（平成27年）3月14日：「しなのサンライズ号」の使用車両が115系に変更される。また「しなのサンセット号」とともに乗車整理券・1箇月平日定期券が廃止となり、乗車券のみで乗車できるようになる[2]。
- 2020年（令和2年）
  - 3月14日：「しなのサンライズ号」の小諸駅 - 上田駅間がノンストップとなる。また、「しなのサンセット号」に下り便を1本創設。
  - 7月6日：両列車でSR1系の運行を開始し、乗車に座席指定券が必要とされる。
- 2023年（令和5年）3月18日：「しなのサンライズ号」の小諸駅 - 上田駅間が各駅停車となり、同区間のみの利用であれば座席指定券は不要[1]。